# 라우라 테소로
라우라 테소로 (1996년 8월 19일 ~ )는 벨기에의 가수 겸 배우다. 더 보이스 플랑드르에 참가해 2위를 차지하였고, 유로비전 송 콘테스트 2016에서 곡 "What's the Pressure"로 벨기에를 대표하였다.

## 음반 목록

### 싱글
| 2014                                                            | "Outta Here"          | 23 | 빈칸 |
| 2015                                                            | "Funky Love"          | —  | 빈칸 |
| 2016                                                            | "What's the Pressure" | 1  | 빈칸 |
| "—" 표시는 발매되지 않았거나, 차트에 오르지 않은 것을 의미한다. |                       |    |      |